# Лубченко, Антон Владимирович
Антон Владимирович Лубченко (род. 4 апреля 1985, Обнинск) — российский композитор, дирижёр.

## Биография

### Детские годы
Родился 4 апреля 1985 года в городе Обнинске Калужской области, СССР. С раннего детства жил в Москве с бабушкой, которая работала архитектором. Обучение нотной грамоте начал с 3-х лет в детской хоровой студии Москвы под руководством Анны Фроловны Цукер.
В 1999-м году поступил в Харьковскую среднюю специальную музыкальную школу-десятилетку на теоретическое отделение. Его педагогами были профессора Л. Ф. Шукайло — по классу композиции (у этого же педагога в своё время в Харькове начинал обучение Леонид Десятников), Е. В. Кононова — класс фортепиано, И. Л. Иванова — по истории музыки. В харьковский период создаются Первый фортепианный концерт, Первый квартет, посвящённый памяти жертв-евреев, расстрелянных фашистами в Дробицком Яру.
В 2001-м году получил Первую премию на юношеском конкурсе композиторов имени В. Гаврилина в Санкт-Петербурге за Сонату № 1 для альта и фортепиано. По приглашению Союза композиторов Санкт-Петербурга поступил в 10-й класс Средней специальной музыкальной школы Санкт-Петербургской консерватории, где его педагогами стали проф. Н. И. Броверман (класс фортепиано), продолжатель ф-нной школы Н.Голубовской, и известный ленинградский композитор, в прошлом — ученик Д. Шостаковича, проф. Александр Мнацаканян. В годы обучения в десятилетке пишутся 2-й и 3-й фортепианный концерты, 1-я и 2-я симфонии, а также «Литургия св. Иоанна Златоуста» для смешанного хора a cappella. Именно публичное исполнение этой Литургии под управлением профессора Валерия Успенского на открытии XII Пасхального фестиваля в Санкт-Петербурге в 2003-м году послужило началом публичной композиторской карьеры 18-летнего композитора.
В 2002-м году удостоен премии М. Плетнёва на I Международном конкурсе композиторов имени А. Н. Скрябина в Москве за Сонату № 2 для альта и фортепиано.

### Годы в консерватории
С первого курса консерватории совмещает обучение с работой концертмейстера балета в Санкт-Петербургской консерватории, где знакомится со спецификой классического балета, а на втором курсе попадает в стажёрскую группу балетных концертмейстеров Мариинского театра.
В 2004 году удостоен гранта губернатора Санкт-Петербурга В. Матвиенко «Музы Санкт-Петербурга» за 4-й струнный квартет.
В 2005-м году пишет свою первую оперу «Невский проспект» для участия в конкурсе, объявленном Мариинским театром на создание одноактных опер к юбилею Н. Гоголя, самостоятельно став и автором либретто. Опера не получила призового места, так как молодой композитор, намеренно нарушив все условия конкурса, создал двухактную оперу вместо одноактной. Однако Валерий Гергиев дал благосклонную оценку партитуре, что послужило поводом для заказа Антону новой оперы «Сын человеческий» (2006), памяти жертв Бесланской трагедии. В связи со сжатыми сроками, клавир был закончен в рекордное время — за 20 дней, и за полтора месяца создаётся партитура. Премьера состоялась в октябре 2006 года во Владикавказе (музыкальный руководитель — Лариса Гергиева, режиссёр-постановщик — А. Галаов). В этой постановке опера шла под названием «Маугли».
В 2006 году в Москве на студии «Телемост» по заказу телеканала «Культура» о жизни и творчестве Антона Лубченко был снят документальный фильм «Человек апреля» (режиссёр — Дмитрий Лавриненко). Лента удостоена Национальная премия «Лавр» в номинации «Лучший документальный телепроект года 2007».
В 2007 году удостоен 1-й премии на Международном конкурсе исполнителей-композиторов им. А. Караманова в Москве за Сонату № 5 («Фрески») для фортепиано.
В 2007 году записывает альбом «Кармадонская соната» с Академическим Симфоническим оркестром Санкт-Петербургской филармонии (дирижёр — Александр Титов) совместно с Парижской ассоциацией Dan Revival Projects. По просьбе родителей погибшего с группой Сергея Бодрова оператора Даниила Гуревича в Кармадонском ущелье, выпуск диска приурочен к пятой годовщине трагедии. В альбом вошли такие сочинения как 3-я симфония («Маленькая симфония») для струнных, «Молитвенная песнь» для ф-но с оркестром и Квартет № 7 («Памяти П. И. Чайковского»). В рамках презентации в Париже состоялись последние гастроли А. Лубченко в качестве пианиста. В программу входили собственные сочинения и фортепианные сочинения П. И. Чайковского.
В мае 2008 года состоялся композиторский дебют Антона Лубченко на «Ленфильме». Он соглашается срочно заменить рассорившегося с режиссёром Вл. Моссом композитора и в рекордный срок — за три ночи — создаёт саундтрек к художественному фильму «Сумерки», снятому по мотивам «Преступления и наказания» Ф. Достоевского. Премьера фильма состоялась на Московском МКФ в 2008 году. Позднее, критики отмечали особенную роль саундтрека в этой картине.

 «…Саундтрек особенный, запоминающийся, порой выбивающийся своими первыми, словно чужими нотами главной темы, звучащий диссонансом, но тем сильнее создающий ту самую сумеречную атмосферу картины, которой она обязана своим названием…»— "Тарбут", Израиль, февраль 2011 
В 2008 году Антон Лубченко знакомится с канадским хореографом Питером Куанцем, в то время создающим свой спектакль на музыку И. Стравинского в Мариинском театре и находившемся в поиске современного композитора для следующих работ. Специально для Питера Куанца композитор создаёт свою Симфонию № 5 («Симфония с 9-ю вариациями»), на музыку которой хореограф ставит свой балет «In colours». Премьера состоялась в Канаде 4 марта 2009 на сцене Toronto Opera House и сопровождалась восторженными рецензиями в таких авторитетных изданиях, как Financial Times London, Danceviewtimes Toronto, Ballet Rewiew New-York. Специально прилетевший из Лондона на премьеру авторитетный балетный критик Клемент Крисп называет композитора «23-летним русским бриллиантом».

…The new scores were by Anton Lubchenko, providing a bold orchestral suite…assured and musically responsive, and Lubchenko’s score fascinating…—  Financial Times London
В 2008 году окончил обучение в Санкт-Петербургской консерватории на композиторском факультете.

### Дирижёрская деятельность
Дебютировал как дирижер в 2009 году. Сотрудничает с лучшими российскими и зарубежными коллективами, такими как Мариинский театр,  Большой симфонический оркестр имени П. И. Чайковского, Академический симфонический оркестр Санкт-Петербургской филармонии, Государственный симфонический оркестр «Новая Россия», Оркестр Государственного Эрмитажа, Московский академический симфонический оркестр "Русская филармония", Национальный академический Большой театр оперы и балета Республики Беларусь, Национальный симфонический оркестр Республики Беларусь, Komische Opera Berlin, National Ballet of Canada, Orchestre Symphonique et Lyrique de Nancy, Симфонический оркестр Брукнерхауса (Линц, Австрия), Пекинский симфонический оркестр, Симфонический оркестр Саксонской государственной капеллы и др.

### Государственные проекты. Музыкально-общественная деятельность[21]

#### 2010 – 2012 (Бурятский театр оперы и балета)
В июне 2010 в качестве художественного руководителя и дирижёра осуществил проект Вахта Памяти в Брестской крепости. На открытой площадке в стенах крепости в 4 часа утра 22 июня звучали сочинения военных лет С. Прокофьева и Д. Шостаковича, а также специально написанная Кантата А. Лубченко «Брестская крепость». Проект осуществлён при поддержке Министерства культуры РФ, Межгосударственного Фонда Гуманитарного Сотрудничества (МФГС), ФА Россотрудничество.
В сезоне 2010—2011 по рекомендации Министерства культуры РФ возглавил Государственный Академический театр оперы и балета Республики Бурятия в качестве художественного руководителя и дирижёра, став при этом самым молодым худруком оперного театра в истории России. Именно ему было доверено открыть обновлённую сцену театра после продолжительной реконструкции.
В октябре 2010 года становится организатором и художественным руководителем Международного музыкального фестиваля «Времена года».
В 2011 году создаёт для Питера Куанца музыку к балету «Дзамбулинг» (в переводе с тибетского — «место, где живут люди»). Этот спектакль, музыка которого совмещает в себе элементы рока, классики, авангарда, этно, фолька — становится первым буддистским академическим балетом. 11 октября 2011 г. в рамках гастролей Бурятского оперного театра в Москву, эти балеты были представлены на сцене Большого театра России. Спектакль был тепло встречен столичной и федеральной прессой, был удостоен Государственной премии Республики Бурятия.
В 2011 году Кантата А. Лубченко «Возглас» на текст М.Ломоносова удостоена Первой премии и специальной премии Московской консерватории на конкурсе «Ода Ломоносову» Московским Государственным Университетом. Сочинение исполнялось на праздновании 300-летия М. В. Ломоносов в Большом зале МГУ, а также в Большом Светлановском зале Московского Международного дома музыки.
В июне 2012 года принимал участие в праздновании 1150-летия зарождения Российской государственности в Санкт-Петербурге. Премьера Симфонии №7 («Русь Православная») в исполнении Академического симфонического оркестра Санкт-Петербургской филармонии под управлением автора была включена в официальный план празднования в рамках Международной конференция «Северо-Запад – колыбель российской государственности». В 2015 году создана вторая редакция этой симфонии, несколько сокращённая, специально для Брукнеровского фестиваля в Австрии, где и прозвучала в исполнении Объединённого симфонического оркестра Линца и Владивостока 29 сентября 2015 года под управлением автора.
В сезонах 2012/2013 и 2013/2014 работал приглашенным дирижером Симфонического оркестра Лотарингии (Нанси, Франция).

#### 2013 – 2015 годы (Государственный Приморский театр оперы и балета)
В 2013 году — по рекомендации Министерства культуры РФ назначен художественным руководителем и главным дирижёром Государственного Приморского театра оперы и балета во Владивостоке. За время работы с ноля создал оперную и балетную труппу, хор и симфонический оркестр театра, причём оркестр за несколько лет вошёл в число лучших симфонических коллективов среди регионов России.
За три сезона работы в театре осуществил 16 театральных постановок и провел 4 фестиваля, в том числе благотворительный «Приморский ключ», ставший ежегодным, в ходе которого коллектив театра посетил более 20 городов Приморского края, включая самые отдалённые, а жители таких городов, как Находка, Спасск, Дальнегорск, Кавалерово, Славянка, впервые познакомились вживую с симфонической музыкой Прокофьева, Чайковского, Рахманинова, Шостаковича, Скрябина, Штрауса.
По решению Вице-премьера РФ Ольги Голодец фестиваль «Мосты культуры», организованный А. Лубченко во Владивостоке, открывал региональную программу «Года культуры в России — 2014».
В апреле 2014 года осуществил проект «Чайковский-марафон: все произведения для фортепиано с оркестром», в рамках которого впервые в истории прозвучали в один вечер все четыре сочинения Чайковского, написанные для фортепиано с оркестром. Солистами выступили такие известные артисты, как Екатерина Мечетина, Борис Березовский, Алексей Володин и молодой пианист Филлип Копачевский. В 2015 линию продолжил «Прокофьев-марафон» с Алексеем Володиным, в рамках которого впервые в истории исполнительства один пианист сыграл за один вечер все 5 фортепианных концертов Сергея Прокофьева.
11 марта 2014 года подписал обращение деятелей культуры Российской Федерации в поддержку политики президента РФ В. В. Путина на Украине и в Крыму.
В мае 2014 года принимал участие в праздновании Дней Славянской письменности на государственном уровне. Выступление хора и оркестра театра под его руководством транслировалось в прямом эфире на Красную площадь в Москве.
24 января 2015 года осуществил постановку своей оперы «Доктор Живаго» в Регенсбурге (Бавария), которая была написана специального заказу этого театра. Либретто, как и в предыдущих случаях, Лубченко написал сам, причём получив одобрение непосредственно наследников Бориса Пастернака. Премьера вылилась в огромный скандал в прессе, так как автор не нашёл понимания с режиссёром Сильвиу Пуркарете (рум.). По замыслу режиссёра в опере должны были топтать портрет Пастернака, а лирические сцены сопровождались постоянным распитием водки. В разгар напряжённых отношений между Россией и Германией Лубченко счёл такую постановку антироссийской направленности и пригрозил запретить премьеру. Только после того, как режиссёр нехотя пошёл на уступки и убрал самые острые моменты постановки, премьера всё же состоялась. Постановку бурно обсуждала пресса как России, так и Запада.
В 2015 году Антон Лубченко восстановил полную оркестровую партитуру последней оперы С. Прокофьева «Повесть о настоящем человеке». Со дня создания эта опера не ставилась на сцене без купюр и с сохранением оригинального текста. А. Лубченко, пользуясь рукописями композитора, ставил задачу бережно восстановить первоначальный замысел композитора, восстановить купюры, сделанные при постановке этой оперы М. Эрмлером и Г. Рождественским, приблизить оркестровку, осуществлённую П. Ламмом, к авторскому замыслу, расшифровывая композиторские разметки в клавире с опорой на поздний стиль Прокофьева. В качестве «пилотного проекта» мировая премьера сюиты из этой оперы в оркестровой редакции А. Лубченко состоялась под его управлением во Франции, в Нанси 22 ноября 2012 г. Премьера оперы состоялась 7 мая 2015 года во Владивостоке на сцене Государственного Приморского театра оперы и балета (режиссёр — Иркин Габитов, сценография — Пётр Окунев) к 70-летию Победы, а в ноябре того же года показана в рамках гастролей театра в Санкт-Петербурге на сцене Мариинского театра. Таким образом, последняя опера Прокофьева вернулась в стены Мариинского театра спустя 67 лет после изгнания. Позднее, в октябре 2019 года запись Лубченко оперы «Повесть о настоящем человеке» получила серебро Международной премии «Чистый звук» за лучшую аудиозапись российской академической музыки в номинации «Опера».
С января 2016 года по решению Президента РФ В. Путина Приморский театр получил новый юридический статус, перешёл из регионального подчинения и финансирования на федеральное, став Дальневосточным филиалом Мариинского театра под руководством Валерия Гергиева. Причём, художественный уровень труппы созданный Лубченко за три года работы позволил всех без исключения артистов взять в штат Мариинского театра.
Пожалуй, первый и единственный случай в истории крупных российских театров, когда руководитель является первым и последним. У А. Лубченко не было предшественников, так как свою работу он начал ещё в период строительства театра, и не было преемников, так как с 2016 года творческие силы театра влились в структуру Мариинского театра под руководством В. Гергиева, а сам Приморский театр юридически перестал существовать.

#### 2016 – 2017 годы
В течение театрального сезона 2015—2016 был приглашенным дирижером Мариинского театра, вел репертуарные оперные спектакли: «Сказка о царе Салтане», «Майская ночь» Н. А. Римского-Корсакова, «Мазепа», «Иоланта» П. Чайковского.
В 2016 году приглашен киностудией «Ленфильм» для создания и записи симфонического саундтрека к фильму «Три дня до весны» о работе спецслужб во время блокады Ленинграда (первоначальное название фильма, заявленное в период съёмок — «Ленинградский вальс»). Режиссёр Александр Касаткин, сценарий Аркадия Высоцкого, продюсер — Эдуард Пичугин. Музыка к фильму была записана под управлением автора Симфоническим оркестром Мариинского театра. Особую популярность из этого саундтрека завоевал «Ленинградский вальс», который включили в свой репертуар многие знаменитые оркестры и дирижеры, такие как БСО им. П. И. Чайковского, MDR Leipzig Radio Symphony Orchestra, Симфонический оркестр Михайловского театра, Симфонический оркестр Москвы «Русская филармония» и др.
В августе 2016 года Антон Лубченко стал фигурантом уголовного дела о злоупотреблениях должностными полномочиями, 30 августа он был задержан в Петербурге и этапирован во Владивосток для дачи показаний. Несколько первых дней композитор провёл в камере СИЗО, где продолжал работу над своей Восьмой симфонией «Здесь». Позднее был помещён под домашний арест, в режиме которого провёл 5 месяцев во Владивостоке. За это время была закончена партитура Восьмой симфонии, начата работа над Девятой, написан вокальный цикл «Свадебные и погребальные песни Юрия Живаго» на текст Б. Пастернака, а также небольшое хоровое сочинение «Тропарь во славу Порт-Артурской иконы Пресвятой Богородицы» на канонический текст. Позднее, сочинение стало более известно, как «Молитва о Владивостоке». Премьера состоялась в рамках XVI Московского Пасхального фестиваля Валерия Гергиева в 2017 году в Большом зале Приморской сцены Мариинского театра.
27 ноября 2017 года в Линце состоялась мировая премьера Девятой симфонии А.Лубченко, которая носит название «Линцская». Симфония была написана по заказу концертного объединения LIVA Brucknerhaus специально для Гала-концерта, закрывающего перекрёстный Год туризма России и Австрии. Сочинение прозвучало в исполнении Большого Симфонического оркестра им. П.И.Чайковского под управлением Народного артиста СССР Владимира Федосеева, который дал партитуре симфонии очень тёплые оценки в прессе.

#### 2018 – 2020 годы (Сочинский симфонический оркестр)
В феврале 2018 года в Зале Союза композиторов Москвы в исполнении Симфонического оркестра радио «Орфей» под управлением автора состоялась премьера Симфонии №8 «Здесь» (Симфонический роман в 5 главах), партитура которой создавалась под домашним арестом. Симфония носит во многом автобиографический характер, во 2-й главе симфонии – «Вальс» – символично использована тема из фильма «Три дня до весны», последующие главы – «Украинский гопак», «Сирены и Чарльстон» – отсылают своей музыкальной образностью к военному конфликту в Украине, последняя часть – «Колыбельная» – содержит намек на колыбельную Марии из оперы «Мазепа» П. И. Чайковского.
В ноябре 2018 года в рамках культурной программы Санкт-Петербургского международного культурного форума в Петербурге был презентован новый альбом Государственного Академического Большого симфонического оркестра им. П.И. Чайковского под управлением Владимира Федосеева «Две „Линцские“ симфонии», в который вошла Девятая симфония Лубченко. Проект реализован на средства гранта Комитета по культуре Санкт-Петербурга.
Весной 2018 года на фестивале камерной музыки в Швейцарии состоялась премьера камерного сочинения «Русское трио». В это же время выступил музыкальным руководителем постановки балета П.И.Чайковского «Лебединое озеро» в Александринском театре в Санкт-Петербурге, закончил музыку к очередному проекту «Ленфильма» - художественной картине Виктора Татарского «Чужая жизнь».
В феврале 2018 Антон Лубченко приступил к работе художественного руководителя Сочинского симфонического оркестра, дав первый концерт этого коллектива вместе с Денисом Мацуевым. С этого момента в творческой жизни коллектива началась новая история. При поддержке Администрации города, а также активно налаживая сотрудничество со спонсорами и попечителями, новому руководителю в короткий срок удалось увеличить количество музыкантов в оркестре с 34 до 75. Цикл концертов русской музыки, реализуемый новым маэстро в Зимнем театре, позволил обогатить репертуар оркестра симфоническими, кантатными и даже оперными сочинениями Глинки, Мусоргского, Чайковского, Рахманинова, Скрябина, Метнера, Стравинского, Прокофьева, Шостаковича, Хачатуряна, Кабалевского, Хренникова, Гаврилина, Тищенко, Слонимского. Постоянными творческими партнёрами коллектива стали такие артисты, как Денис Мацуев, Сергей Ролдугин, Алексей Володин, Юлия Лежнева, Екатерина Мечетина, Павел Милюков, Александр Рамм, Ольга Перетятько, Гайк Казазян, Мирослав Култышев, и др.
С 2018 года коллектив оркестра стал постоянным партнёром Парка науки и искусства «Сириус», являющегося частью крупнейшего Образовательного центра, Попечительский совет которого возглавляет Президент РФ. Серия концертов оркестра с талантливыми российскими детьми – воспитанниками центра – стала отдельной программой деятельности коллектива.
За годы работы Антон Лубченко активно развивал сотрудничество оркестра с киноиндустрией: коллектив записал саундтреки к двум фильмам – «Чужая жизнь» и «Охота на певицу», а также по заказу городских властей Берлина осуществил запись музыкального сопровождения выставки, проходившей в столице Германии.
В 2019 году коллективу выпала честь открывать региональную программу Перекрёстного Года музыки Великобритании и России. В том же году оркестр был приглашён  ФА «Россконгресс» для участия в культурной программе Российско-Австрийского форума «Сочинский диалог»: оркестр сыграл концерт с Сергеем Ролдугиным в присутствии Президента Австрии Александра Ван дер Беллена.
С 2019 года является председателем оргкомитета фестиваля «На страже мира» в Санкт-Петербурге (художественный руководитель – Владимир Федосеев), который стал единственным ежегодным петербургским проектом прославленного коллектива БСО им. П. И. Чайковского. Специально для первого фестиваля написал Ораторию-роман «Ленинградский дневник» на тексты Ольги Берггольц (либретто – М. Кураев). Премьера состоялась на сцене Санкт-Петербургской Государственной академической капеллы в ноябре 2019 года.
В 2019-2020 являлся дирижером-ассистентом Народного артиста СССР Владимира Федосеева в нескольких проектах.
В январе 2020 года под управлением художественного руководителя к 75-летию победы в Великой Отечественной войне осуществлена на грампластинку первая запись полной версии Симфонии «Хроника блокады» Бориса Тищенко.
В марте специально для трансляции на платформе Радио «Орфей» музыканты записали фильм-концерт, в который вошли Пятая симфония П. И. Чайковского и Двенадцатая симфония Д. Д. Шостаковича. Фильм был показан на телевидении в период карантина, связанного с пандемией инфекции Covid-19 в день 180-летнего юбилея Петра Чайковского.
В июне 2020 года коллектив принял участие в записи официального Гимна Сочи.
В августе 2020 года оркестр стал партнёром open-air фестиваля "Сочи.Сириус" в Олимпийском парке, в рамках которого за неделю оркестр подготовил и сыграл 4 концертные программы. Эти концерты стали первыми публичными мероприятиями в Краснодарском крае и одними из первых в России после 5 месяцев ограничений и режима самоизоляции.
За работу в Сочинском симфоническом оркестре Антон Лубченко удостоен Грамоты председателя Городского собрания Сочи.

###### 2021 год («Царицынская опера»)
В январе 2021 года Антон Лубченко стал художественным руководителем Волгоградского государственного театра оперы и балета «Царицынская опера».

## Сочинения

### Симфонические сочинения
- Симфония № 1 «Salve Regina» (2001)
- Симфония № 2 «Классическая», ля минор (2003)
- Симфония № 3 «Маленькая симфония» для струнных (2007)
- Симфония № 4 «Большая симфония» (2006)
- Симфония № 5 («Симфония с 9-ю вариациями»), До мажор (2008)
- Симфония № 6 («Симфония в 3-х фресках»)для хора, оркестра и солирующего альта, Ми мажор (2008)
- Симфония № 7 («Русь православная») для большого симфонического оркестра, фа минор (2012)
- Симфония № 8 «Здесь» для большого оркестра (Симфонический роман в 5 главах), соль-диез минор (2016)
- Симфония № 9 («Линцская») для симфонического оркестра, до минор (2017)
- «Индустриальная трилогия» для оркестра (2010)
- «Souvenir de Bach» (Маленькие вариации на тему И. С. Баха) для камерного оркестра (2011)
- «Праздничная музыка для Дрездена» для большого симфонического оркестра (2015)

### Оперы
- «Куколка» . Опера-фантасмагория в 2-х действиях, по новелле Э. Т. А. Гофмана «Песочный человек» (2005)
- «Невский проспект». Петербургские музыкальны сцены в 2-х действиях, по одноимённой повести Н.Гоголя (2005)
- «Сын человеческий». Детские музыкальные сцены в 2-х действиях с прологом, по мотивам рассказов Р.Киплинга (2006)
- «Доктор Живаго». Русская музыкальная драма в 9 сценах, по мотивам романа Б.Пастернака (2008—2015)
- «Мы». Народная комическая опера-роман в 2-х томах и 9 записях, по мотивам романа Е. Замятина (2020)

### Кантаты, хоровые, вокально-симфонические сочинения
- Литургия св. Иоанна Златоуста для смешанного хора a cappella (2002)
- Месса для хора, солистов и оркестра (2003)
- Реквием на текст 85-го Псалма Давида, для хора, солиста, духовых и ударных (2004, вторая редакция −2006)
- Concerto-Requiem на канонический католический текст для 4-х солистов, хора и оркестра (2008)
- Кантата «Брестская крепость» на документальные тексты времён ВОВ, с использованием Евангельских текстов, для чтеца, солиста, хора и оркестра (2010)
- Кантата «Возглас» на тексты М.Ломоносова, для смешанного хора a cappella (2011)
- «Der letzter Gesange» на текст св. Матери Терезы, для голоса и камерного оркестра (2011)
- «Молитва св. мученикам Фролу и Лавру» на канонический текст, для мужских голосов (2012)
- «Тропарь во славу обретенной Порт-Артурской иконы Пресвятой Богородицы» для женских голосов на канонический текст (2016)
- «Ленинградский дневник» - оратория-роман в 3-х томах 9 главах для чтеца, солистов, смешанного хора, хора мальчиков и большого симфонического оркестра на слова О. Берггольц (2019)

### Балеты
- «Рыбак и его душа», балет-феерия в 2-х актах по одноимённой новелле О. Уайльда, хореограф — П. Куанц (2008)
- «Вызов времени», три графико-хореографических портрета, хореограф — Улла Гейгетс (2008)
- «In colours», одноактный неоклассический балет, хореограф — П. Куанц (2009)
- «Dzambuling», одноактный балет на буддисткие мотивы, хореограф — П. Куанц (2011),
- «Souvenir de Bach», одноактный неоклассический балет, хореограф — П. Куанц (2011)

### Концерты
- Концерт № 1 для ф-но с оркестром, до-минор (2001)
- Концерт № 2 для ф-но с оркестром, соль-минор (2002)
- Концерт № 3 для ф-но с оркестром, ми-минор (2003)
- Концерт № 4 («Весенний») для ф-но с оркестром, До-мажор (2010)
- Каприччио для ф-но с оркестром, ля-минор (2004)
- Маленькая концертная музыка для ф-но с оркестром (2004)
- «Молитвенная песнь» (Камерный концерт для ф-но с оркестром) (2006)
- «Исповедь». Концерт оркестра и солирующего альта (2006)
- Concerto grosso «Auschwitz» для кларнета, альта, ф-но и камерного оркестра (2010)

### Музыка к кино
- «Ракушка» (документальный, режиссёр Д. Лавриненко, 2006)
- «Сумерки» (художественный, режиссёр Вл. Мосс, «Ленфильм», 2008)
- «Убитое детство» (художественный короткометражный, режиссёр М. Мирошниченко, 2015)
- «Три дня до весны» (художественный, режиссёр А. Касаткин, «Ленфильм», 2016)
- «Чужая жизнь» (художественный, режиссёр В. Татарский, «Ленфильм», 2018)
- «А. Л. Ж. И. Р.» (художественный телевизионный, режиссёр А. Касаткин, НТВ, 2019)
- «Охота на певицу» (художественный телевизионный, режиссёр А. Касаткин, НТВ, 2020)

## Спектакли
- 2006

Музыкальный театр Республики Северная Осетия (Алания), Владикавказ:
А. Лубченко. «Сын человеческий» («Маугли»), опера (режиссёр — А. Галаов, музыкальный руководитель — Л. Гергиева) — композитор, автор либретто
- 2009

The National Ballet Theatre of Canada, Торонто:
А. Лубченко. «In colours», одноактный балет (хореограф — Питер Куанц) — композитор, музыкальный руководитель
- 2010

Бурятский академический театр оперы и балета, Улан-Удэ: 
А. Лубченко. «Souvenir de Bach», «Dzambuling», одноактные балеты (хореограф — Питер Куанц) — композитор, музыкальный руководитель
- 2011

Бурятский академический театр оперы и балета, Улан-Удэ:
М. Фролов. «Энхе Булат — батор», опера (реж.-Олег Юмов) — музыкальный руководитель, дирижёр — постановщик
- 2013

Государственный Приморский театр оперы и балета, Владивосток:
П. Чайковский. «Евгений Онегин», опера (реж.-Алексей Степанюк) — музыкальный руководитель, дирижёр-постановщик
П. Чайковский. «Лебединое озеро», балет (хореограф — Айдар Ахметов) — музыкальный руководитель, дирижёр-постановщик
- 2014

Государственный Приморский театр оперы и балета, Владивосток:
С. Рахманинов. «Алеко», опера (реж.- Ефим Звеняцкий) — музыкальный руководитель, дирижёр-постановщик
Р. Леонкавалло. «Паяцы», опера (реж.- Ефим Звеняцкий) — музыкальный руководитель, дирижёр-постановщик
Д. Шостакович. «Четырнадцатая», балет на музыку 14-й симфонии (хореограф — Айдар Ахметов) — автор идеи, музыкальный руководитель, дирижёр-постановщик
А. Лубченко. «Mouvements», одноактный балет (хореограф — Айдар Ахметов) — композитор, музыкальный руководитель, дирижёр-постановщик
Ж. Бизе. «Кармен», опера (реж.-Дарья Пантелеева) — музыкальный руководитель, дирижёр-постановщик
Н. Римский-Корсаков. «Сказка о царе Салтане», опера (реж.-Дарья Пантелеева) — музыкальный руководитель, дирижёр-постановщик
П. Чайковский. «Щелкунчик», балет (хореограф — Эльдар Алиев) — музыкальный руководитель, дирижёр-постановщик
С. Прокофьев. «Петя и Волк», симфоническая сказка (реж.- Дарья Пантелеева) — музыкальный руководитель, дирижёр-постановщик
- 2015

Regensburg Opera Theatre, Германия:
А. Лубченко. «Доктор Живаго», опера (реж.- Сильвиу Пуркарете) — композитор, автор либретто, музыкальный руководитель, дирижёр-постановщик
Государственный Приморский театр оперы и балета, Владивосток:
А. Лубченко. «Доктор Живаго», опера, полуконцертная версия (реж.- Дарья Пантелеева) — композитор, автор либретто, музыкальный руководитель, дирижёр-постановщик
Дж. Пуччини. «Тоска», опера (реж.- Ханс-Йоахим Фрай) — музыкальный руководитель, дирижёр-постановщик
П. Чайковский. «Мазепа», опера (реж.- Дарья Пантелеева) — музыкальный руководитель, дирижёр-постановщик
С. Прокофьев. «Повесть о настоящем человеке», опера (реж.- Иркин Габитов) — редактор восстановленной авторской оркестровки, музыкальный руководитель, дирижёр-постановщик
И. Стравинский. «Жар-Птица», балет (хореограф — Эльдар Алиев) — музыкальный руководитель, дирижёр-постановщик
И. Стравинский. «Мавра», опера (реж.- Слава Стародубцев) — музыкальный руководитель, дирижёр-постановщик
И. Стравинский. «Изба. Прибаутки», музыкальный спектакль (реж.- Дарья Пантелеева) — музыкальный руководитель
- 2017

Краснодарский музыкальный театр:
«Опасные связи. Новая версия», драматический балет-опера на музыку Дж. Верди, Г. Доницетти, У. Джордано, Ф. Чилеа, Г. Генделя, Л. Делиба и др. (режиссёр, хореограф, автор идеи — Александр Мацко) — музыкальный руководитель, дирижёр-постановщик
- 2018

Александринский театр:
П. Чайковский. «Лебединое озеро», балет (хореография М.Петипа, Л.Иванова в редакции М.Мессерера) - музыкальный руководитель, дирижер-постановщик

## Фильмография с участием А. Лубченко
- «Человек апреля» (документальный фильм, режиссёр Д. Лавриненко, 2006)
- «Бег» (короткометражный клип на музыку «Молитвенной песни», режиссёр Д. Лавриненко, 2008)
- «Ветер перемен» (документальный фильм, режиссёр М. Алисова, 2010)
- «Приморский» (документальный фильм, режиссёр Д. Лавриненко, 2015)
- «LINZER SYMPHONY. Записки путешественника» (документальный фильм, режиссёр Д. Лавриненко, 2018)
- «Иоаннис Каподистрия. Главный грек Российской империи» (художественный фильм, режиссёр С. Музыченко, 2018) - Людвиг Бетховен (эпизод)
- «А. Л. Ж. И. Р.» (художественный телевизионный фильм, режиссёр А. Касаткин, 2019) - аккомпаниатор Марк Флейшман (эпизод), голос диктора из радио
- «МакСимфония Антона Лубченко» (художественный короткометражный, режиссёр Я. Смирнитский, 2019) – камео
- «Два Ильича» (телевизионный фильм-концерт, режиссёр А. Лубченко, 2020)
- «Два Гамлета: Чайковский. Прокофьев» (телевизионный фильм-концерт, режиссёр А. Лубченко, 2020)
- «Два монолога женщины» (телевизионный фильм-спектакль по монооперам Ф. Пуленка и М. Таривердиева, 2021) – продюсер, дирижер-постановщик
- «Лихорадка» (режиссёр А. Касаткин, 2023) — актёр эпизода, гештальд-терапевт Марк Флейшман
- «Black. White. Red» (режиссер Андреас Маршалл, Швейцария, 2024) — актёр второго плана, композитор Серж

## Дискография
- «Кармадонская соната», с музыкой А. Лубченко. Исполнители — Академический симфонический оркестр Санкт-Петербургской филармонии, дирижёр — Александр Титов, соло фортепиано — Антон Лубченко. Звукорежиссёр — Кира Малевская. («Dan revival projects», Париж; «Бомба-Питер», Санкт-Петербург; 2007)
- «Drama italiana» в качестве дирижёра совместно с Марией Максаковой. В альбом вошли фрагменты классических итальянских опер. Исполнители — Симфонический оркестр Государственного Приморского театра оперы и балета. Звукорежиссёр — Павел Лаврененков. («Universal Music», Москва; 2016)
- «Две "Линцские" симфонии», включая Девятую симфонию А. Лубченко. Исполнители  - Государственный Академический Большой симфонический оркестр им. П. И. Чайковского, дирижер - Народный артист СССР Владимир Федосеев. Звукорежиссёр - Кира Малевская. (Фонд «Александринский», Санкт-Петербург; 2018)
- Борис Тищенко. Симфония «Хроника блокады». Исполнители — Сочинский симфонический оркестр, дирижёр Антон Лубченко. «Мелодия», АНО «КультПросвет», Москва 2021
- Антон Лубченко. Музыка к фильму «Три дня до весны». Симфонический оркестр Мариинского театра, дирижер — Антон Лубченко, Петербург, 2021
- Сергей Прокофьев. Опера «Повесть о настоящем человеке». Симфонический оркестр, хор и солисты Государственного Приморского театра оперы и балета, дирижер Антон Лубченко. «БалтМьюзик», АНО «КультПросвет», Петербург, 2023
- Антон Лубченко. Музыка к фильму «Лизорадка». Исполнители — Губернаторский симфонический оркестр Санкт-Петербурга, дирижёр Антон Лубченко, вокал — Юлия Кучина-Патричелли. «БалтМьюзик», АНО «КультПросвет», Петербург, 2024
- Борис Тищенко. «Бег времени». Юлия Кучина-Патричелли (сопрано), Антон Лубченко (фортепиано). «БалтМьюзик», АНО «КультПросвет», Петербург, 2024